# Olsky (huyện)
Huyện Olsky (tiếng Nga: О́льский райо́н) là một huyện hành chính tự quản (raion), của Tỉnh Magadan, Nga. Huyện có diện tích 74488 km², dân số thời điểm ngày 1 tháng 1 năm 2000 là 12900 người. Trung tâm của huyện đóng ở Ola.